# Wilhelm Dienemann
Wilhelm Dienemann (* 3. Januar 1891 in Sangerhausen; † 22. März 1966 in Göttingen) war ein deutscher Geologe und Hochschullehrer.

## Leben
1920 bis 1939 wirkte Wilhelm Dienemann als Geologe bei der Preußischen Geologischen Landesanstalt und mit Kartierungen und Praktischer Geologie (Lagerstätten von Steinen und Erden) befasst. Außerdem befasste er sich mit Bodenbewegungen (Meeresspiegelschwankung) an der Nordseeküste und der Alluvialgeologie beim Steinhuder Meer. Am 18. August 1937 beantragte er die Aufnahme in die NSDAP und wurde rückwirkend zum 1. Mai desselben Jahres aufgenommen (Mitgliedsnummer 5.370.543), er war auch Mitglied der SA. Im Zweiten Weltkrieg war er als Geotechniker in leitender Funktion im deutschen Küstengebiet tätig. Nach dem Zweiten Weltkrieg war er am Niedersächsischen Landesamt für Bodenforschung, wo er 1956 als Oberlandesgeologe in den Ruhestand ging. Er hatte den Professorentitel.
Er verfasste ein Standardwerk über Mineralquellen in Niedersachsen und Nachbargebieten. Er befasste sich auch mit Dümmer und Steinhuder Meer.
1944 veröffentlichte er eine Anweisung für Baugrunduntersuchungen mit der Wünschelrute für die Organisation Todt.

## Dienemannhof
Die 1978 im hannoverschen Stadtteil Davenstedt nördlich der Droehnenstraße angelegte Straße Dienemannhof ehrt den Göttinger Professor seitdem durch ihre Namensgebung.

## Schriften
- Das oberhessische Buntsandsteingebiet. Jahrbuch der Königlich Preussischen geologischen Landesanstalt zu Berlin 1914, S. 318–404
- mit Otto Burre: Die nutzbaren Gesteine Deutschlands und ihre Lagerstätten mit Ausnahme der Kohlen, Erze und Salze, Band 1: Kaolin, Sand, Ton, Wiesenkalk, Kieselgur, 1928, Band 2: Feste Gesteine (mit Wilhelm Ahrens), Stuttgart, Enke Verlag, 1929
- mit Kurd von Bülow, Walter Kranz, Erich Sonne, Otto Burre: Wehrgeologie, Leipzig, Quelle und Meyer 1938
- mit Karl Fricke: Mineral- und Heilwässer, Peloide und Heilbäder in Niedersachsen und seinen Nachbargebieten, Geologie der Lagerstätten Niedersachsens, Band 5, Die Lagerstätten und ihre Bewirtschaftung, 1961
- mit Kurt Pfaffenberg: Das Dümmerbecken. Geologie und Botanik, Hildesheim, Lax (in Kommission), 1964
- mit Willi Scharf: Zur Frage der neuzeitlichen Küstensenkung an der deutschen Nordseeküste, Preuß. Geolog. Landesanstalt 1931
- mit Kurt Brüning, Otto Sickenberg: Karte der nutzbaren Gesteine und Lagerstätten Niedersachsens, Maßstab 1: 100.000, Veröffentlichungen des Niedersächsischen Amtes für Landesplanung und Statistik: Reihe K, Kartenwerke, Bremen-Horn 1952
- Geologische Übersichtskarte Minden, 1:200.000, Hannover, Landesamt für Bodenforschung 1948
- mit Bernhard Grosse, Wilhelm Hendricks: Beiträge zur Geologie des Landkreises Einbeck, Einbeck, Geschichtsverein, Stadtarchiv und Städtisches Museum 1970